# Graffenrieda scandens
Graffenrieda scandens là một loài thực vật có hoa trong họ Mua. Loài này được (Gleason) Wurdack mô tả khoa học đầu tiên năm 1974.